# Hoằng Đức
Hoằng Đức là một xã thuộc huyện Hoằng Hóa, tỉnh Thanh Hóa, Việt Nam.

## Địa lý
Xã Hoằng Đức là 1 trong 37 đơn vị hành chính của huyện Hoằng Hóa, nằm ở phía tây huyện, có vị trí địa lý:
- Phía đông giáp thị trấn Bút Sơn
- Phía tây giáp thành phố Thanh Hóa và xã Hoằng Cát
- Phía nam giáp các xã Hoằng Đồng, Hoằng Thịnh và thị trấn Bút Sơn
- Phía bắc giáp xã Hoằng Xuyên.

Xã Hoằng Đức có diện tích 7,48 km², dân số năm 2018 là 6.576 người, mật độ dân số đạt 879 người/km².

## Lịch sử
Địa bàn xã Hoằng Đức hiện nay trước đây vốn là hai xã Hoằng Đức và Hoằng Minh.
Ngày 15 tháng 3 năm 2009, một phần diện tích và dân số của xã Hoằng Đức được sáp nhập vào thị trấn Bút Sơn.
Trước khi sáp nhập, xã Hoằng Đức có diện tích 3,75 km², dân số là 2.684 người, mật độ dân số đạt 716 người/km². Xã Hoằng Minh có diện tích 3,73 km², dân số là 3.892 người, mật độ dân số đạt 1.043 người/km².
Ngày 16 tháng 10 năm 2019, Ủy ban Thường vụ Quốc hội ban hành Nghị quyết số 786/NQ-UBTVQH14 về việc sắp xếp các đơn vị hành chính cấp xã thuộc tỉnh Thanh Hóa (nghị quyết có hiệu lực từ ngày 1 tháng 12 năm 2019). Theo đó, sáp nhập toàn bộ diện tích và dân số của xã Hoằng Minh vào xã Hoằng Đức.